# Abbey Ales Ltd
Abbey Ales Ltd, Abbey Brewery, bryggeri i Bath, Somerset, Storbritannien. Bryggeriet producerar olika sorters öl och har vunnit ett antal priser för sin produktion. Det grundades 1997 av Alan Morgan.

## Exempel på varumärken
- Mild 4,0%
- Chorister 4,5%
- Bath Star 4,6%
- Resurrection 4,6%
- Steeple Jack 4,7%
- Salvation 4,8%
- Twelfth Night 5,0%, en mörk bitter som bryggs till jul.
- White Friar 5,0%
- Black Friar 5,3%
- Bellringer Maximus 5,0%, en ny version av Bellringer som lanserades vid Bath Beer Festival i oktober 2007 för att fira bryggeriets 10-årsjubileum

Bryggeriet äger dessutom två pubar, Star Inn och Coeur de Lion, båda i Bath 